# Pepper Keenan
Pepper J. Keenan (8 de mayo de 1967) es un guitarrista y vocalista estadounidense, popular por su trabajo con las bandas Corrosion of Conformity y Down. Se unió a Corrosion of Conformity en 1989, pero no se convirtió en el vocalista de la banda hasta 1994 en el lanzamiento de Deliverance. En 1991 formó la agrupación Down junto a Phil Anselmo de Pantera, Jimmy Bower de Eyehategod y Kirk Windstein y Todd Strange de Crowbar. Esta figurado en el puesto 73 en el listado Los 100 mejores vocalistas del Metal de todos los tiempos.

## Discografía

### Corrosion of Conformity
| Lanzamiento | Nombre                     | Sello              | Posición en las listas |
| ----------- | -------------------------- | ------------------ | ---------------------- |
| 1991        | Blind                      | Relativity Records |                        |
| 1994        | Deliverance                | Columbia Records   | 155                    |
| 1996        | Wiseblood                  | Columbia Records   | 104                    |
| 2000        | America's Volume Dealer    | Sanctuary Records  |                        |
| 2001        | Live Volume CD, DVD y DVDA | Sanctuary Records  |                        |
| 2005        | In the Arms of God         | Sanctuary Records  | 108                    |
| 2018        | No cross No crown          | Nuclear Blast      | 67                     |

### Down
| Lanzamiento | Nombre                             | Sello       | Posición en las listas |
| ----------- | ---------------------------------- | ----------- | ---------------------- |
| 1995        | NOLA                               | Elektra     | 57                     |
| 2002        | Down II: A Bustle in Your Hedgerow | Elektra     | 44                     |
| 2007        | Down III: Over the Under           | Warner Bros | 26                     |
| 2012        | Down IV Part I - The Purple EP     | Warner Bros | 35                     |
| 2014        | Down IV – Part II                  | Warner Bros | 23                     |